# Municipi de Jokkmokk
Jokkmokk (en suec: Jokkmokk kommun; en finès: Jokimukan kunta; en sami septentrional: Johkamohkki gielda; en meänkieli: Jokinmukka) és un municipi del Comtat de Norrbotten, al nord de Suècia. El seu centre administratiu està situat a Jokkmokk.

## Localitats
Hi ha 3 localitats (o àrees urbanes) al Municipi de Jokkmokk:
| # | Localitat | Població |
| - | --------- | -------- |
| 1 | Jokkmokk  | 2,976    |
| 2 | Vuollerim | 800      |
| 3 | Porjus    | 317      |

El centre administratiu és en negreta